# I recuperanti
I recuperanti is een Italiaanse dramafilm uit 1970 onder regie van Ermanno Olmi.

## Verhaal
Een oudere en een jongere man willen een bestaan opbouwen door in de bergen rondom Brescia niet-ontplofte bommen op te graven en het metaal als afval te verkopen.

## Rolverdeling
| Acteur                | Personage |
| --------------------- | --------- |
| Antonio Lunardi       | Oude Du   |
| Andreino Carli        | Gianni    |
| Oreste Costa          |           |
| Francesco Covolo      |           |
| Mario Covolo          |           |
| Ivano Frigo           |           |
| Alessandra Micheletto | Elsa      |
| Marilena Rossi        |           |
| Mario Strazzabosso    |           |
| Pietro Tolin          |           |